# Martin Pragt
Martin Pragt (31 mei 1955) is een Nederlands acteur en poppenspeler. 
Hij speelde Tommie in Sesamstraat, de (Vlaams-)Nederlandse coproductie van Sesame Street, tijdens het derde seizoen in 1978. Pragt en Bert Plagman speelden het personage bij toerbeurten, beide versies van Tommie klonken vrijwel gelijk. Pragt ging na het derde seizoen van Sesamstraat weg. Sindsdien is Plagman Tommies vaste poppenspeler.

## Filmografie
Daarnaast speelde hij als acteur de volgende rollen:
- De Dik Voormekaar Show (1980) - Harry Nak
- Pleidooi - Glazenwasser
- Unit 13 - Getuige met hondje
- Geheime dienst - Officier van justitie
- Hertenkamp - Technicien
- Amicon (Reclamespot) - Medewerker van Amicon
- Liga (Reclamespot) - Echtgenoot die zijn vrouw een Liga geeft
- Achmea (Reclamespot) - Homoseksuele kapper met een nieuwe hobby
- Graafschap TV - Nieuwslezer, interviewer, presentator van regionale evenementen en commercialacteur
- TV Gelderland - Verhalenverteller
- Het Huis Anubis en de terugkeer van Sibuna - Securitymedewerker
- My parents are gonna love you - Chauffeur

Als presentator werkte Pragt voor het programma Pragtig wonen.